# Calocitta colliei
Calocitta colliei là một loài chim trong họ Corvidae.